# Reflektor
Albums de Arcade Fire
The Suburbs
(2010) Everything Now
(2017)
Singles
1. Reflektor
Sortie : 9 septembre 2013
2. Afterlife
Sortie : 28 September 2013

Reflektor est le 4e album studio du groupe de rock indépendant canadien Arcade Fire, sorti le 28 octobre 2013. Un double album, Reflektor est produit par James Murphy, ancien leader de LCD Soundsystem, Markus Dravs (en), producteur régulier d'Arcade Fire, et le groupe lui-même.
La sortie de l'album est précédée par une campagne de guérilla marketing mettant en scène un logo cryptique portant le nom de l'album, et la sortie d'un single en édition limitée, Reflektor, crédité au groupe fictif The Reflektors, le 9 septembre 2013.

## Historique

### Création
Dès 2012, Arcade Fire travaille en studio sur l'album avec notamment James Murphy, leader du projet LCD Soundsystem. Les enregistrements se poursuivent dans différents lieux en 2013, dont le DFA Records studio de Murphy à New York. David Bowie participe aux chœurs de l'album.

### Promotion

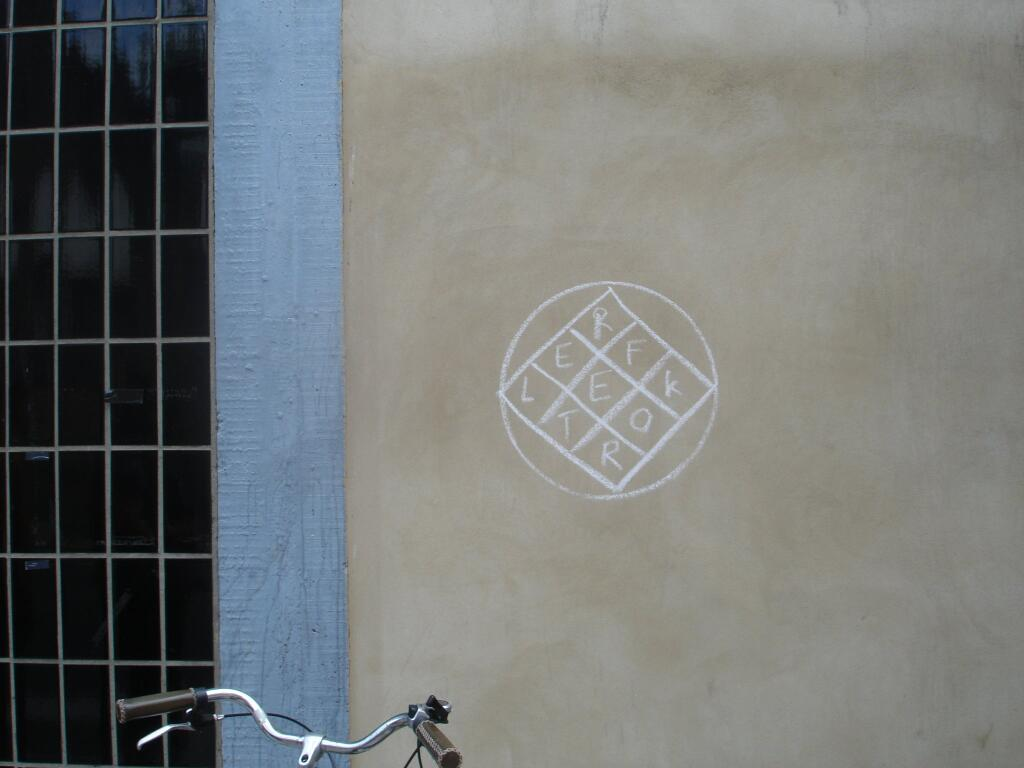
Un exemple des graffitis accompagnant la promotion de Reflektor, sur un mur près de la gare de Wapping à Londres.

Au début août 2013, un logo cryptique incorporant le mot « Reflektor » apparait dessiné sur des murs dans plusieurs villes à travers le monde. Cet exemple d'art urbain est présenté comme une campagne de guerilla marketing pour le nouvel album d'Arcade Fire. Celui-ci, ainsi que sa date de sortie, ont alors déjà été annoncés par un message sur Twitter, écrit en réponse à un fan du groupe. Un compte Instagram poste des images du logo et inclut la vidéo d'un exemplaire en train d'être dessiné.
Le 26 août, Arcade Fire confirme qu'il est lié au dessin, grâce à une grande peinture murale sur un bâtiment de Manhattan, incluant quatre logos et les mots « Arcade Fire 9pm 9/9 ». Le 9 septembre, le groupe publie deux vidéos pour Reflektor, premier single de l'album,. Win Butler explique par la suite que le graffiti de Reflektor est inspiré des vévés haïtiens.
Cette campagne de promotion reçoit une publicité négative avec la publication d'un article sur Slate en septembre 2013. Le groupe publie après coup des excuses, expliquant que les graffiti étaient destinés à être tracés à la craie ou un autre médium lavable plutôt qu'à la peinture, et qu'ils ne devaient pas faire usage de colle sous les affiches.

### Publication
La sortie de l'album est prévue pour le 29 octobre 2013. Le disque est annoncé comme plus dansant et rythmé que le précédent, The Suburbs, ce que confirme le premier extrait de l'album, Reflektor, en partie chanté en français par Régine Chassagne.
Le 2 septembre 2013, Arcade Fire publie un clip musical de 15 secondes sur Spotify, intitulé 9pm 9/9, sous le nom d'album Reflektor. Le 4 septembre, le groupe sort une courte bande-annonce pour l'album, incluant 9pm 9/9.
Le 9 septembre, le groupe annonce un concert secret de dernière minute sous le nom de « The Reflektor » à la Salsathèque de Montréal. La jaquette de l'album est dévoilée le même jour. Arcade Fire dévoile les pistes de l'album le 23 septembre, sur la page Facebook officielle du groupe.
À la suite de la participation du groupe à l'émission Saturday Night Live le 28 septembre, un concert spécial de 30 minutes est diffusé sur la chaîne américaine NBC. Arcarde Fire joue les pistes Here Comes the Night Time, We Exist et Normal Person.
En septembre 2015, une édition Deluxe digitale est publiée. Elle comprend cinq morceaux non publiés jusqu'à présent, de même qu'une version remixée de "Flashbulb Eyes" par Dennis Bovell, avec la participation de Linton Kwesi Johnson. "Get Right" est sorti en simple. Ces morceaux furent également publiés sur cassette sous le nom de The Reflektor Tapes.

## Visuel
La jaquette de l'album comporte une photographie d'Orphée et Eurydice, sculpture d'Auguste Rodin.
Le réalisateur Anton Corbijn est impliqué dans l'habillage visuel de l'album, et réalise notamment la vidéo du premier single, Reflektor, avec une esthétique qui n'est pas sans rappeler celle des Residents.

## Pistes
| 1. | Reflektor                 | 7:34 |
| 2. | We Exist                  | 5:44 |
| 3. | Flashbulb Eyes            | 2:42 |
| 4. | Here Comes the Night Time | 6:30 |
| 5. | Normal Person             | 4:22 |
| 6. | You Already Know          | 3:59 |
| 7. | Joan of Arc               | 5:26 |

| 1. | Here Comes the Night Time II  | 2:52  |
| 2. | Awful Sound (Oh Eurydice)     | 6:13  |
| 3. | It's Never Over (Hey Orpheus) | 6:42  |
| 4. | Porno                         | 6:02  |
| 5. | Afterlife                     | 5:52  |
| 6. | Supersymmetry                 | 11:16 |

| 1. | Apocrypha                                                           | 5:18 |
| 2. | Women of a Certain Age                                              | 3:16 |
| 3. | Flashbulb Eyes (Dennis Bovell remix featuring Linton Kwesi Johnson) | 2:49 |
| 4. | Soft Power                                                          | 5:43 |
| 5. | Get Right                                                           | 4:41 |
| 6. | Crucified Again                                                     | 5:03 |

## Certifications
| Pays        | Organisme    | Certification | Vente   |
| ----------- | ------------ | ------------- | ------- |
| Canada      | Music Canada | 3 × Platine   | 240 000 |
| France      | SNEP         | Or            | 50 000  |
| Royaume-Uni | BPI          | Or            | 100 000 |